# La prima tentazione di Cristo
La prima tentazione di Cristo (A Primeira Tentação de Cristo) anche noto come Speciale di Natale di Porta dos Fundos: La prima tentazione di Cristo, è un film parodistico brasiliano del 2019. Il titolo dell'opera parodia il film L'ultima tentazione di Cristo.

## Trama
Alla festa per i suoi 30 anni Gesù Cristo, dopo 40 giorni e 40 notti passati nel deserto (evento ripreso dai passaggi biblici sulle tentazioni di Gesù), fa ritorno a casa accompagnato da Orlando, il suo caricaturale fidanzato. Dopo le presentazioni i suoi genitori hanno un'importante rivelazione da fargli ovvero che è stato adottato da Giuseppe e che Dio in realtà è il suo vero padre.

## Accoglienza
Nell'opera la figura di Gesù è rappresentata come un omosessuale e ciò, al momento della sua distribuzione, ha causato molte rimostranze da parte di diversi gruppi di conservatori cristiani e del quotidiano cattolico Avvenire appartenente alla Conferenza Episcopale Italiana .

## Controversie
- Il 24 dicembre 2019 gli uffici della società produttrice del film, Porta dos Fundos, sono stati attaccati con due bombe Molotov. L'attentato è stato successivamente rivendicato dal gruppo estremista cristiano "Comando de Insurgência Popular Nacionalista da Grande Família Integralista Brasileira".[5][6]

- Nel gennaio 2020 il giudice brasiliano del sesto Tribunale Rio de Janeiro, Benedicto Abicair, intimò a Netflix di rimuovere il film dalla sua piattaforma in quanto reo di aver urtato «L'onore di milioni di cattolici» nonché il fatto che «Il diritto alla libertà di espressione, scritta e artistica, non è un valore assoluto».[7][8][9] Successivamente la corte suprema brasiliana ne ha ribaltato l'esisto sostenendo come «Non si può presumere che una satira sia in grado di influenzare i valori della fede cristiana la cui esistenza risale a più di 2000 anni».[2]